# Gösta Sigvard Strand
Gösta Sigvard Strand, född 16 april 1917 i Degerfors, Örebro län, död där 8 november 1998, var en svensk montör och målare.
Han var son till Gustav Knut Strand och Nelly Maria Landgren. Strand studerade vid NKI-skolan och för Sven Rapp och Einar Persson. Han arbetade på järnverket i Degerfors och har hämtat mycket av sina motiv från järnverket där han har omformat maskinerna och mekaniska konstruktionerna till kubistinfluerade abstrakta kompositioner. Han medverkade i Värmlands konstförenings höstsalonger på Värmlands museum, Liljevalchs Stockholmssalonger och i samlingsutställningar arrangerade av Karlskoga konstförening och Örebro läns konstförening. Strand är representerad vid Örebro läns museum.